# Dolichorrhiza
Dolichorrhiza é um género botânico pertencente à família Asteraceae.